# Thunder Force II
Thunder Force II es un videojuego de tipo matamarcianos desarrollado y publicado por Technosoft. Fue originalmente lanzado en Japón el 15 de octubre de 1988 para la computadora Sharp X68000. Un año más tarde, fue portado a la videoconsola Mega Drive y publicado en Japón (con el nombre Thunder Force II MD), Europa y los Estados Unidos. Thunder Force II fue uno de los seis títulos del lanzamiento norteamericano de la consola. Es el segundo capítulo de la serie Thunder Force.